# Socket AM3+
Socket AM3+ – gniazdo procesorów typu PGA firmy АМD, następca Socketu AM3.
Zostało stworzone przez AMD do obsługi procesorów FX. Jest ono zgodne z wcześniejszą wersją AM3, wprowadza obsługę szyny danych HyperTransport 3.1, obsługę procesorów 6- i 8-rdzeniowych, a także pamięci RAM o szybkości 1866 MHz.
Zwiększono średnicę otworów na nóżki procesora o 0,06 mm, dzięki czemu zmniejszono ryzyko wygięcia pinów procesora spowodowanych ewentualnymi niedoskonałościami mechanicznymi. Szybsze łącze między procesorem a regulatorem mocy, którego taktowanie wzrosło z 0,4 do 3,4 MHz. Dzięki temu podstawka AM3+ wspiera lepsze zarządzanie oraz oszczędzanie energii. Pomimo zmniejszenia procesu technologicznego procesorów opartych na mikroarchitekturze Bulldozer, podstawka AM3+ potrafi doprowadzić do nich większy prąd. Starsza wersja socketu dostarczała 110 A, natomiast nowa do 145 A. Taka zmiana pozwoliła wyeliminować ewentualne niedobory energii, mogące pojawić się w przypadku najwydajniejszych, 8-rdzeniowych układów. Zredukowano również szumy napięcia zasilającego procesor. Przeprojektowano chłodzenie procesora, koszyk został podzielony na dwie części, przy zachowaniu kompatybilności wstecznej.